# Leucobryum boivinianum
Leucobryum boivinianum är en bladmossart som beskrevs av Bescherelle 1880. Leucobryum boivinianum ingår i släktet Leucobryum och familjen Dicranaceae. Inga underarter finns listade i Catalogue of Life.